# Grzegorz (Chatziuraniu)
Grzegorz, imię świeckie Joannis Chatziuraniu (ur. 25 lutego 1968 w Nikozji) – cypryjski duchowny prawosławny, od 2008 biskup Mesaorii.

## Życiorys
Święcenia diakonatu przyjął 6 maja 2001 r., a prezbiteratu – 24 marca 2002 r. 30 marca 2008 r. otrzymał chirotonię biskupią. Jako biskup pomocniczy arcybiskupstwa Nikozji odpowiada za relacje cypryjskiej Cerkwi z innymi Kościołami.
W czerwcu 2016 r. był członkiem delegacji Kościoła Cypru na Święty i Wielki Sobór Kościoła Prawosławnego.